# Teneke
(Contadine, Zeyno e Curdo, II Atto)
Teneke è un'opera in tre atti di Fabio Vacchi su libretto di Franco Marcoaldi.

## Genesi e debutto
Rappresentata per la prima volta il 22 settembre 2007 presso il Teatro alla Scala di Milano, la cui Fondazione ne è stata committente, è la settima opera del compositore bolognese dopo Girotondo (Maggio Musicale Fiorentino, 1982), Il viaggio (Teatro comunale di Bologna, 1990), La station termale (Opéra national de Lyon, 1993), Les oiseaux de passage (Opéra National de Lyon - Teatro Comunale di Bologna, 1998), Il letto della storia (Maggio Musicale Fiorentino, 2003), La madre del mostro (Accademia Musicale Chigiana, 2007).
Il soggetto è tratto dal romanzo eponimo dello scrittore turco Yaşar Kemal, pubblicato nel 1955 ed edito in traduzione italiana presso Giovanni Tranchida Editore.
La regia, nella prima esecuzione assoluta con Nicola Ulivieri diretta da Roberto Abbado, è stata curata da Ermanno Olmi, a rinnovare il sodalizio artistico già sperimentato con Vacchi ne Il mestiere delle armi (2001) e Centochiodi (2006). Curatore delle scenografie e dei costumi, invece, al suo debutto scaligero, Arnaldo Pomodoro, con la direzione musicale di Roberto Abbado.

## Trama[1]
Anni cinquanta del secolo scorso. Nella provincia turca di Adana si perpetua il sopruso dei proprietari terrieri sui contadini, assediati dalla melma e dalla malaria per via dell'irrigazione sconsiderata e illegale delle risaie; ma quando il nuovo sottoprefetto Irmaklï, giovane idealista incontaminato, intuisce le conseguenze catastrofiche delle autorizzazioni da lui ingenuamente concesse ai latifondisti, preso da indignazione per il raggiro ordito alle sue spalle e le ingiuste accuse di corruzione, ritira ogni firma e si lancia a fianco della folla di contadini in una strenua resistenza che, se non riuscirà ad evitare la sua rimozione dall'incarico e l'inondazione di un intero villaggio, pure impedirà la semina del riso, così da scombinare, almeno per un anno, la consuetudine criminosa dei proprietari terrieri.

## Organico orchestrale
La partitura di Teneke prevede l'utilizzo di:
- ottavino (anche flauto III)
- 2 flauti, 2 oboi, corno inglese (anche oboe III), 2 clarinetti in La (II anche piccolo in Mib), clarinetto basso in Sib, 2 fagotti, controfagotto (anche fagotto III)
- 6 corni in Fa, 3 trombe in Sib, 3 tromboni, tuba
- arpa, celeste, pianoforte, percussioni (5 set)
- violini I, violini II, viole, violoncelli, contrabbassi